# Euploea pasithea
Euploea pasithea är en fjärilsart som beskrevs av Felder 1865. Euploea pasithea ingår i släktet Euploea och familjen praktfjärilar. Inga underarter finns listade i Catalogue of Life.